# Olivier Coussy
Olivier Coussy (* 3. November 1953 in Marseille; † 15. Januar 2010 in Vanves bei Paris) war ein französischer Ingenieurwissenschaftler, bekannt für Forschung zur Mechanik und Physik von porösen Medien.

## Leben
Coussy war der Sohn eines Ingenieurs. Er machte 1975 seinen Abschluss an der École Nationale des Ponts et Chaussées und wurde 1978 an der Universität Paris VI (Pierre et Marie Curie) promoviert mit dem zweiten Teil der französischen Promotion 1985  (Doctorat d’État). Er war Wissenschaftler am Laboratoire Nationale des Ponts et Chaussées in Paris, zuletzt als Direktor des Institut Navier und der Forschungsgruppe Navier an der Universität Paris-Ost. Er war Professor an der École des Ponts und unterrichtete an der École polytechnique und der Universität Marne-la-Vallée. An der École des Ponts baute er einen Studiengang Materialwissenschaft für nachhaltige Konstruktion auf. Er starb an einem Herzanfall.
Er forschte auf verschiedenen Gebieten der Angewandten Mechanik wie Wellendynamik und Dynamik von Bauwerken, Traglastverfahren, bevor er sich der Mechanik poröser Medien zuwandte (Poromechanik), in der er eine internationale Führungsrolle hatte. Er entwickelte eine übergreifende Theorie  poröser Medien, die Thermodynamik und Kontinuumsmechanik verband, dargelegt in seinen Monographien 1995 und 2004. Letztere berücksichtigt Erweiterungen seiner Theorie auf teilgesättigte Medien und chemisch reaktive Medien und andere physikalisch-chemische Prozesse die Deformationen (Schrumpfen, Schwellen u. a.) hervorrufen. Er war Berater für verschiedene Baufirmen, geotechnische Firmen, in der Öl- und Gasindustrie und im Bereich nukleare Endlager.
Er war Ritter des Ordre de la Mérite (2000), erhielt die Maurice A. Biot Medal (2003), den Plumley Preis (1999) der französischen Akademie der Wissenschaften und 1985 den Jean Mandel Preis der französischen Gesellschaft für Mechanik.
Er war verheiratet und hatte eine Tochter.

## Schriften
- Mechanics of Porous Continua, Wiley 1995 (französisches Original: Mécanique des Milieux Poreux, Editions Technip 1991)
- Poromechanics, Wiley 2004
- mit Franz-Josef Ulm: Mechanics and Durability of Solids I, Prentice-Hall 2002
- Mechanics and Physics of Porous Solids, Wiley 2010

## Weblink
- Nachruf, pdf